# Gustav Simon (dermatolog)
Karl Gustav Theodor  Simon, född den 2 november 1810 i Berlin; död den 11 maj 1857 i Berlin-Zehlendorf) var en tysk dermatolog.
Simon började sina medicinska studier 1829 i Berlin. 1831 gick han över till Bonn, för att ta del av anatomen, fysiologen och biologen Johannes Peter Müller föreläsningar. Följande år återvände han till Berlin och disputerade 1833 med en dissertation under titeln De aquae Binelli et kreosoti virtute styptica och promoverades till medicine doktor. 
Simon stannade som läkare i Berlin, men han arbetade samtidigt med vetenskapliga publikationer. Sina mikroskopiska studier och histopatologiska verk togs med i Ferdinand von Hebras Atlas der Hautkrankheiten. 1844 habiliterade Simon och blev privatdocent i allmän patologi och terapi,men höll också välbesökta föreläsningar om hudsjukdomar.
1848 utnämndes Simon till föreståndare för avdelningen för hudsjukdomar och syfilis vid berlinska universitetssjukhuset Charité. Han blev snart en av de ledande europeiska specialisterna inom hud- och könssjukdomar. 1850 gjorde han studieresor till England och Frankrike.
1853 insjuknade han i progressiv paralys, en följdsjukdom till syfilis. Sjukdomens orsaker var då inte kända och det fanns ingen bot. Vistelser vid sanatorier i Potsdam, Neustadt-Eberswalde och Leubus medförde ingen förbättring. Han dog på det av Heinrich Laehr grundade mentalsjukhuset Schweizerhof.